# Енбек (Аккольский район)
Енбе́к (каз. Еңбек, до 2005 г. — Трудово́е) — село в Аккольском районе Акмолинской области Казахстана. Административный центр Енбекского сельского округа. Код КАТО — 113253100.
Основано в 1912 году.

## География
Село расположено возле озера Жарлыколь, в южной части района, на расстоянии примерно 13 километров (по прямой) к югу от административного центра района — города Акколь.
Абсолютная высота — 361 метров над уровнем моря.
Климат холодно-умеренный, с хорошей влажностью. Среднегодовая температура воздуха отрицательная и составляет около −3,4°С. Среднемесячная температура воздуха в июле достигает +19,5°С. Среднемесячная температура января составляет около −15,1°С. Среднегодовое количество осадков составляет около 400 мм. Основная часть осадков выпадает в период с июня по август.
Ближайшие населённые пункты: село Табигат — на западе, город Акколь — на севере, село Мыктыколь — на юго-востоке.
Восточнее села проходят Трансказахстанская железнодорожная магистраль и автодорога республиканского значения — А-1 (Астана — Петропавловск).

## Население
В 1989 году население села составляло 1351 человек (из них русские — 38 %, немцы — 26 %, казахи — 23 %).
В 1999 году население села составляло 1123 человека (550 мужчин и 573 женщины). По данным переписи 2009 года, в селе проживало 925 человек (443 мужчины и 482 женщины).
| Численность населения | Численность населения | Численность населения |
| 1989                  | 1999                  | 2009                  |
| --------------------- | --------------------- | --------------------- |
| 1351                  | ↘1123                 | ↘925                  |